# David Pears
Pour les articles homonymes, voir Pears.
David Pears, né le 8 août 1921 et mort le 1er juillet 2009, est un philosophe britannique, spécialiste de l’œuvre de Wittgenstein.
Ancien élève de la Westminster School, il est enrôlé dans l'artillerie royale anglaise pendant la Seconde Guerre mondiale. Il est blessé à cause des attaques au gaz durant la guerre. Après avoir quitté l'armée, il étudie les lettres classiques au Balliol College de l'Université d'Oxford. Il étudie ensuite à Christ Church, de la même université.